# Віндорф (Мекленбург)
Віндорф (нім. Wiendorf) — громада в Німеччині, розташована в землі Мекленбург-Передня Померанія. Входить до складу району Росток. Складова частина об'єднання громад Шваан.
Площа — 17,62 км2. Населення становить 781 ос. (станом на 31 грудня 2020).